# Matupá
Matupá – miasto i gmina w Brazylii, w stanie Mato Grosso.